# Verbena scabra
Verbena scabra är en verbenaväxtart som beskrevs av Vahl. Verbena scabra ingår i släktet verbenor, och familjen verbenaväxter. Inga underarter finns listade i Catalogue of Life.